# جيش دائم

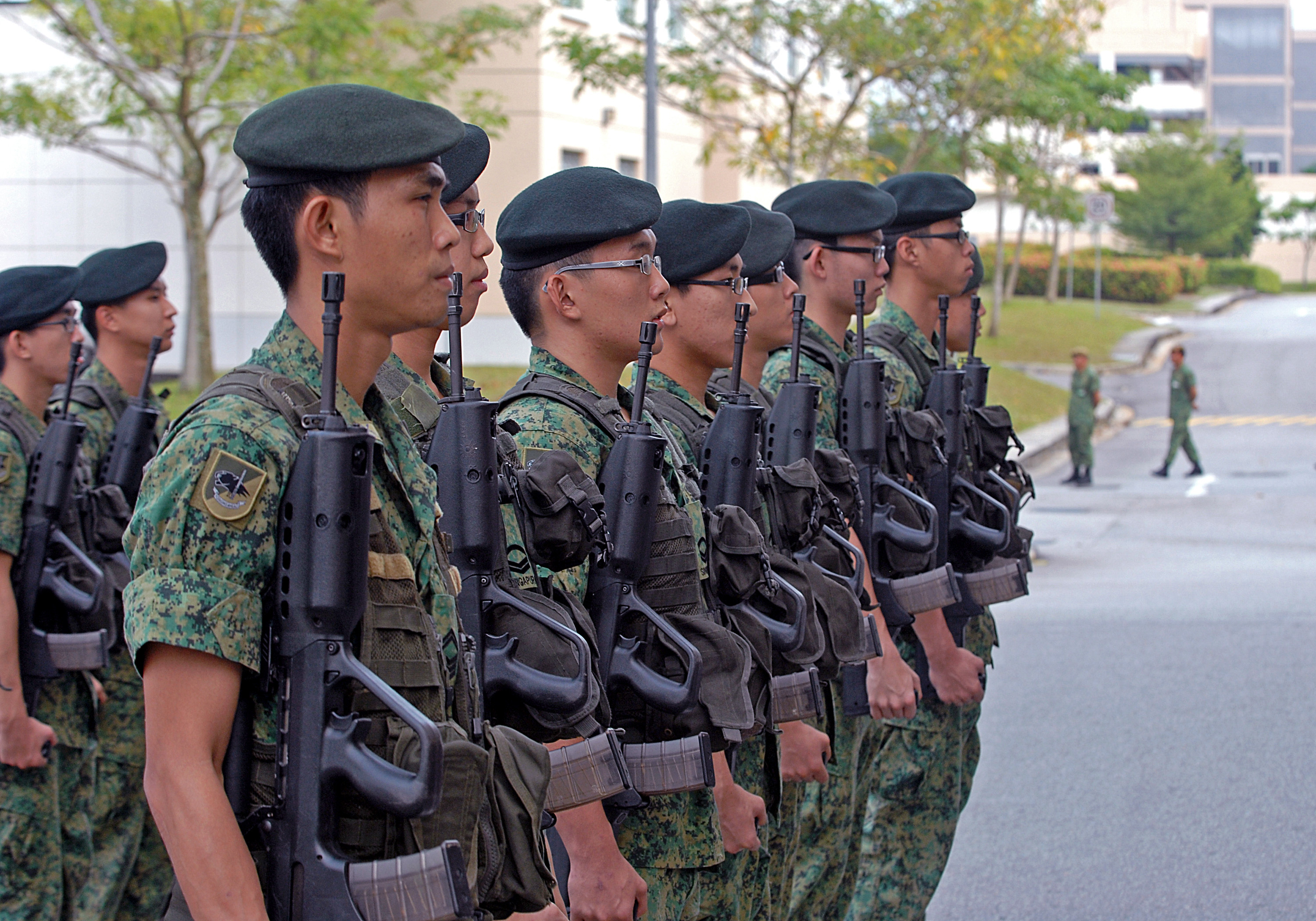
فصيل مشاة من الجيش السنغافوري

الجيش الدائم أو الجيش العامل هو القوة المسلحة الدائمة للدولة والذي يتألف من الضباط والجنود العاملين في المؤسسة العسكرية والذي يحملون السلاح في أوقات السلم ويمارسون الجندية بصفة مستمرة إما كمهنة وحيدة لهم. أو باعتبارهم مجندين خلال فترة التجنيد الإلزامي التي يخدمون بها بالجيش، ويختلف الجيش العامل عن «احتياطي الجيش» الذي يستدعون فقط في حالة التعبئة العامة أو الجزئية كما في حالة الحرب أو الكوارث الطبيعية. يتميز الجيش العامل عن قوات الاحتياط بأنه أفضل تدريبا وتسليحا من قوات الاحتياط وأنه الأكثر استعدادا للدخول للحرب. كما أنه لا يسرح في أوقات السلم كحال قوات الاحتياط.